# خفاش دم‌کوتاه ابریشمی
خفاش دم‌کوتاه ابریشمی (نام علمی: Carollia brevicauda) نام یک گونه از سرده خفاش‌های برگ‌بینی دم‌کوتاه است.